# آلن شوفیلد
آلن شوفیلد (انگلیسی: Allan Schofield؛ زادهٔ ۲۶ ژانویهٔ ۱۹۵۷) بازیکن هاکی روی چمن اهل هند بود.
وی به‌همراه تیم ملی هاکی روی چمن مردان هند به قهرمانی بازی‌های المپیک تابستانی ۱۹۸۰ دست پیدا کرده‌است.